# Hans Bogner
Hans Bogner (* 8. November 1895 in Weißenburg in Bayern; † 28. Dezember 1948 in Freiburg im Breisgau) war ein deutscher Klassischer Philologe. Ein zentraler Ansatz war die Interpretation der Demokratie von Erfahrungen der Antike her.

## Leben
Nach der Teilnahme am Ersten Weltkrieg studierte er Klassische Philologie an der Universität München, wurde 1925 zum Dr. phil. promoviert und habilitierte sich 1933. Bogner gehörte zum Hamburger Kreis um Wilhelm Stapel und wird der Konservativen Revolution zugerechnet, die in Gegnerschaft zum Liberalismus und zum Parlamentarismus der Weimarer Republik stand. Im Nationalsozialismus sah er ein Mittel, die Mängel des bisherigen Systems zu überwinden. So schrieb er 1932:
„Es kommt nicht auf das Programm an, nicht auf den Führer; bei einem Gefäß der Wahl und Werkzeug der Geschichte soll man nicht nach dem Eigenwert fragen. Aber man darf nicht hoffen, daß der konservative Glaube je in besserer Form solche Mengen erfaßt.“
„Die kleine Schar des konservativen Gedankens, die schon um die Ausgestaltung nach-demokratischer Herrschaftsformen ringt, kann erst dann tätig werden, wenn er [der Nationalsozialismus] ihr den Boden bereitet hat.“
In der Zeit des Nationalsozialismus gehörte er seit 1936 dem Beirat der Forschungsabteilung Judenfrage im Reichsinstitut für Geschichte des neuen Deutschlands an und publizierte das Buch Die Judenfrage in der griechisch-römischen Welt. Zum 1. Mai 1937 trat er der NSDAP bei (Mitgliedsnummer 4.715.379).
Von 1936 bis 1941 lehrte Bogner als ordentlicher Professor in Freiburg, von 1941 bis 1944 als ordentlicher Professor an der Reichsuniversität Straßburg. Nach der NS-Zeit durfte er nicht mehr an eine Hochschule zurückkehren und war als Lehrer für alte Sprachen am Evangelischen Seminar Blaubeuren tätig.
Nach Kriegsende wurden seine Schriften Die Bildung der politischen Elite (= Stalling-Bücherei „Schriften an die Nation“, Nr. 6. Stalling-Verlag, Oldenburg 1932) und Platon im Unterricht (= Auf dem Wege zum nationalpolitischen Gymnasium, H. 1. Diesterweg, Frankfurt 1937) in der Sowjetischen Besatzungszone auf die Liste der auszusondernden Literatur gesetzt.

## Werk
- Das doppelte Gesicht der Demokratie. Platon und die Lehre der Antike. Sammelwerk: Reich und Reichsfeinde. Bd. 1 (von insges. 4). Schriften des Reichsinstituts für Geschichte des neuen Deutschlands. Hanseatische Verlagsanstalt, Hamburg 1941

## Mitgliedschaften (Auswahl)
- Paul-Ernst-Gesellschaft